# Постников, Иван Матвеевич
Иван Матвеевич Постников (10 сентября 1906, деревня Ершово, Буйский уезд, Костромская губерния — 8 августа 1990, Киев, Киевская область) — советский учёный-электротехник, профессор, член-корреспондент АН УССР.
Профессор кафедры электрических машин Ленинградского политехнического института (1945—1949), заведующий кафедрой электрических машин Киевского политехнического института (1950—1975), заведующий отделом Магнитной гидродинамики и электромеханических систем (1961—1963), отделом Генерирования переменного тока Института электродинамики АН УССР (1964—1988). Основные труды относятся к теории проектирования электрических машин и обобщённой теории. Это фундаментальный курс «Проектирование электрических машин» (1952, 1962), и «Обобщённая теория и переходные процессы электрических машин» (1974). В течение многих лет Иван Матвеевич руководил научно-исследовательскими работами в области повышения надёжности синхронных турбогенераторов и создания новых типов электрических машин (ударные генераторы, МГД-генераторы, асинхронные и асинхронизированные генераторы и другие). Создал школу электромехаников во многих городах Советского Союза, а также подготовил специалистов в Германии, Индии, Китае, Болгарии, Румынии, Чехословакии и Польше.

## Биография
Иван Постников родился 10 сентября 1906 года в деревне Ершово Буйского уезда Костромской губернии, Российская империя. В 1932 году окончил электромеханический факультет Ленинградского политехнического института (ЛПИ) с квалификацией — инженер-электрик. В 1932—1936 годах — аспирант ЛПИ.
В 1936 году под руководством профессора М. П. Костенко защитил кандидатскую диссертацию по проблеме получения больших величин кратковременной электромагнитной мощности. В 1937—1944 годах — доцент ЛПИ.
Во время блокады Ленинграда в 1941—1942 годах работал на спецзаводе. В 1942 году был эвакуирован вместе с ЛПИ в Пятигорск, а затем в Ташкент.
В 1943 году защитил докторскую диссертацию, в основу которой легли теоретические исследования в области нагрева электрических машин и большой экспериментальный материал, полученный при испытании гидрогенераторов Дзорагэс (Армения).
В 1945—1950 годах — профессор ЛПИ. С 1 октября 1949 года по 1 февраля 1950 года работал по совместительству в качестве заведующего кафедрой производства, распределения и применения электроэнергии в с. х. ЛИМСХа[уточнить].
С 1950 года в течение 25 лет руководил кафедрой электрических машин в Киевском политехническом институте (КПИ). С 1954 года совмещал работу в КПИ с работой в Институте электродинамики АН УССР, где с 1964 по 1988 год являлся заведующим отделом Генерирования переменного тока.
Умер 8 августа 1990 года в Киеве. Похоронен на Байковом кладбище.
Сын: Виктор Иванович Постников (род. 1949).

## Основные публикации
- Проблема получения больших величин кратковременной электромагнитной мощности (Диссертация на соискание звания канд. техн. наук) // Труды Ленинградского Индустриального Института, 1937. с. 136—155
- Метод теплового расчета крупных синхронных машин (Диссертация на соискание степени докт. техн. наук) // Труды ЛПИ им. Калинина, № 1, 1946. с. 83-120.
- Выбор оптимальных геометрических размеров электрических машин // Киев: Гостехиздат, — 1952 г. — 112 с. (Немецкое издание: I.M. Postnikov, Die Wahl Optimaler Geometrischer Abmessungen Elektrischer Maschinen // Berlin: Veb Verlag Technik, — 1955. — 124)
- Проектирование электрических машин // Киев: Гостехиздат, — 1952 г. — 736 с. (Есть переводы на румынский и китайский языки).
- Электрические машины (Краткий курс) // М.-Л.: Госэнергоиздат, — 1960 г. — 324.
- Обобщенная теория и переходные процессы электрических машин // Киев: Техника, — 1969 г. — 332. (2-е издание М.: Высшая школа, — 1975 г., −319)
- Электромагнитные и тепловые процессы в концевых частях мощных турбогенераторах (Исследования и расчеты) // Под ред. чл.-корр АН УССР И. М. Постникова и к.т. н. Л. Я. Станиславского // Киев: Наукова думка, — 1971 г. — 360 с.
- Теория и методы расчета асинхронных турбогенераторов // Под ред. чл.-корр. АН УССР И. М. Постникова // Киев: Наукова думка, — 1977, — 176 с.

## Награды и премии
- медаль «За доблестный труд в Великой Отечественной войне 1941—1945 годов»
- медаль «За трудовую доблесть»
- орден Октябрьской Революции
- Государственная премия УССР в области науки и техники (1977)
- медаль NOT за подготовку технических специалистов Польши[уточнить]
- почётное звание «Заслуженный деятель науки и техники УССР»